# Lee Aaron
Lee Aaron, pseudonimo di Karen Lynn Greening (Belleville, 21 luglio 1962), è una cantante canadese.

## Biografia
Nei primi anni ottanta, si affermò nel hair metal, come risposta ai gruppi maschili del genere che erano in stragrande maggioranza. Dotata di qualità canore non indifferenti, fondò una band a suo nome nella cittadina di Brampton, Ontario, debuttando con il disco omonimo The Lee Aaron Project nel 1982.
Reduce da un tour in Europa, pubblicò il suo secondo album, Metal Queen (1984), disco dalle sonorità più pulite rispetto all'esordio e che vendette bene, rendendola una delle cantanti canadesi più famose. L'album vedeva poi come chitarrista John Albini dei Wrabit, compagno della stessa Lee Aaron.
Il suo disco più venduto rimane Bodyrock (1989), che contiene singoli di discreto successo come Rock Candy e Whatcha Do To My Body.
Negli anni novanta, in seguito alla decadenza del hair metal, Lee (come tanti artisti del genere) diversificò il suo sound, rendendolo più commerciale e pubblicando così Emotional Rain (1994) e 2preciious (1996).
Dopo questi due dischi, la Aaron decise di abbandonare la musica rock, scoprendo la passione per il jazz pubblicando Beautiful Things (2004). Nonostante le sue doti musicali, Lee, da molti, è vista come un'artista poco considerata.
Nel 2016 Lee Aaron è ritornata alle origini pubblicando il CD Fire And Gasoline (2016) con sonorità hard-rock.
La cantante è sposata con John e ha due figli, un maschio (Jett Forrester Cody) e una femmina (Angela).

## Discografia

### Come "Lee Aaron Project"
- The Lee Aaron Project (1982)

### Come "Lee Aaron"
- Metal Queen (1984)
- Call of the Wild (1985)
- Lee Aaron (1987)
- Bodyrock (1989)
- Some Girls Do (1991)
- Powerline - The Best of Lee Aaron (1992)
- Emotional Rain (1994)
- 2preciious (1996)
- Fire and Gasoline (2016)
- Diamond Baby Blues (2018)
- Radio On! (2021)
- Almost Christmas (2021)
- Elevate (2022)

### Come "Lee Aaron and the swingin' barflies"
- Slick Chick (2000)
- Beautiful Things (2004)

### Partecipazioni
- Kick Axe - Welcome to the Club (1985)
- Helix - It's a Business Doing Pleasure (1993)